# Browina (województwo kujawsko-pomorskie)
Browina – wieś w Polsce położona w województwie kujawsko-pomorskim, w powiecie toruńskim, w gminie Chełmża.
W latach 1975–1998 miejscowość administracyjnie należała do województwa toruńskiego. Według Narodowego Spisu Powszechnego (III 2011 r.) liczyła 641 mieszkańców. Jest trzecią co do wielkości miejscowością gminy Chełmża.
Przez miejscowość przepływa rzeka Fryba.